# Taractrocera ina
Taractrocera ina là một loài bướm ngày thuộc họ Hesperiidae. Nó được tìm thấy ở northern, central và miền đông Úc in scattered localities, phía nam đến miền tây New South Wales và Papua New Guinea.
Sải cánh dài khoảng 20 mm.

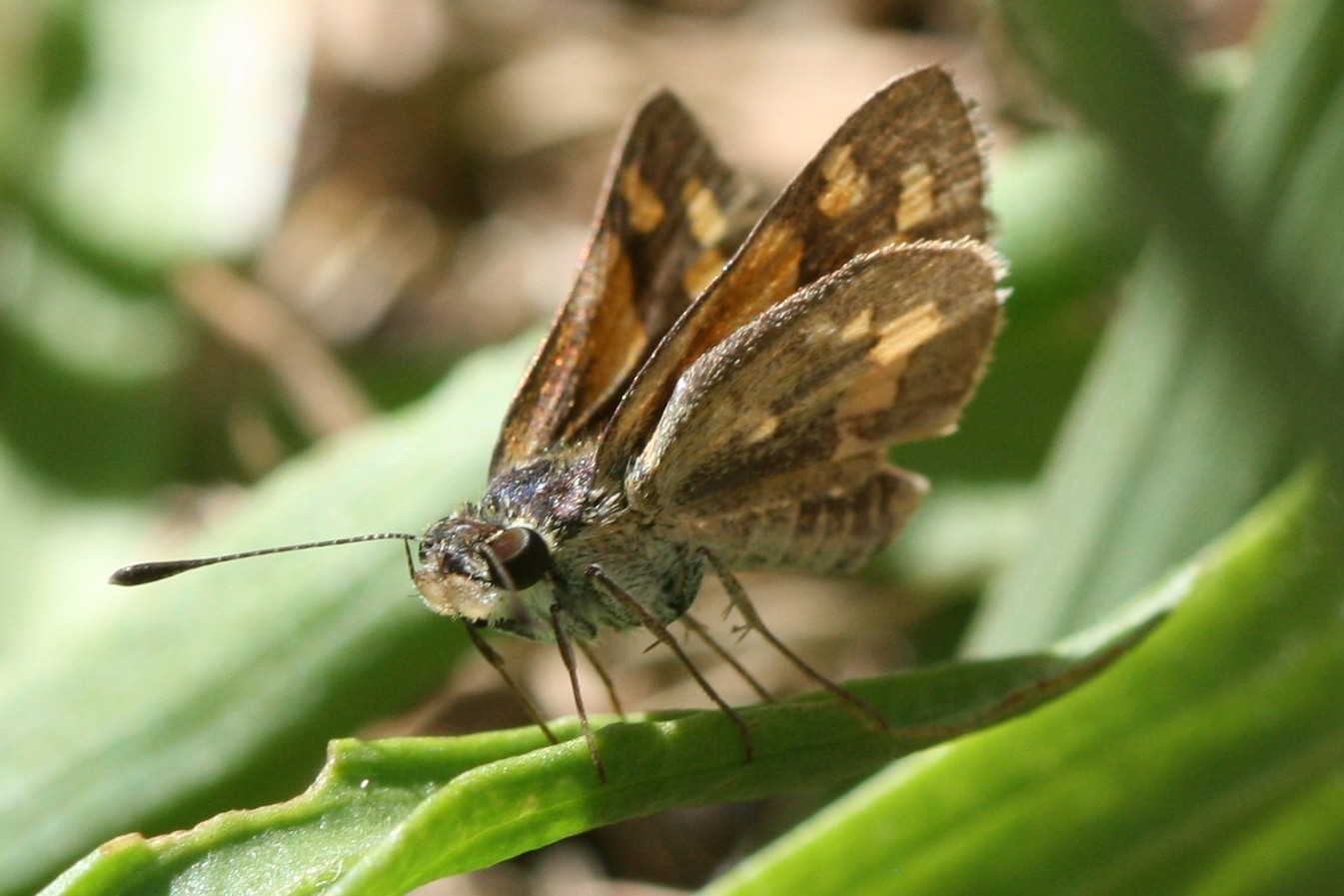

Ấu trùng ăn Cymbopogon citrata, Paspalum urvillei, Urochloa decumbens, Sorghum verticilliflorum, Paspalum conjugatum, Panicum maximum và Oryza sativa. Chúng tạo một ổ hình ống bằng lá của cây chủ.